# Кокран (Висконсин)
Кокран (енгл. Cochrane) град је у америчкој савезној држави Висконсин.

## Демографија
По попису из 2010. године број становника је 450, што је 15 (3,4%) становника више него 2000. године.
| Група             | 2000.       | 2010.       |
| Белци             | 429 (98,6%) | 443 (98,4%) |
| Афроамериканци    | 0 (0,0%)    | 0 (0,0%)    |
| Азијати           | 1 (0,2%)    | 0 (0,0%)    |
| Хиспаноамериканци | 4 (0,9%)    | 3 (0,7%)    |
| Укупно            | 435         | 450         |